# Kuga (Yamaguchi)

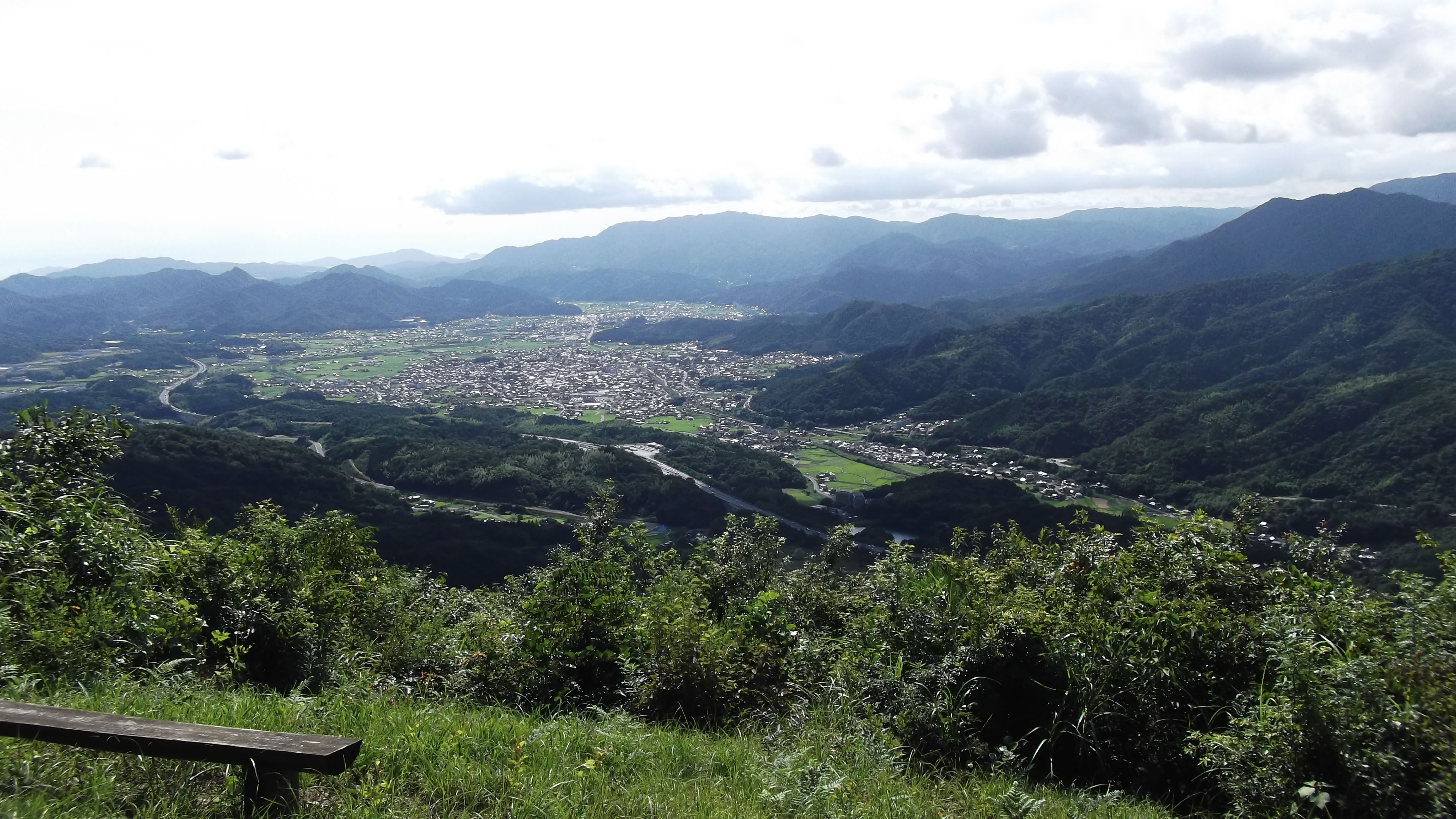
Vue panoramique de Kuga.

Pour les articles homonymes, voir Kuga.
Kuga (玖珂町, Kuga-chō) est un ancien bourg du district de Kuga (préfecture de Yamaguchi), au Japon.

## Géographie

### Démographie
En 2003, la population du bourg de Kuga était estimée à 11 360 habitants, répartis sur une superficie totale de 23,20 km2 (densité de population de 489 hab./km2).

## Histoire
Le 20 mars 2006, la ville d'Iwakuni a absorbé Kuga, le village de Hongō, les municipalités de Mikawa, Miwa, Nishiki, Shūtō et Yū, toutes dans le district de Kuga.